# Eleusis (mitologia)
Eleusis (gr.  Ἐλευσίς) – w mitologii greckiej syn okeanidy Daejry i Hermesa. Jego imię oznacza „przybycie”. Był królem miasta Eleusis w Attyce, w południowej Grecji. Jego synem był Keleos, również król Eleusis.

## W kulturze
- Hymn homerycki do Demeter
- Pauzaniasz, Wędrówki po Helladzie 1.38
- Likofron z Chalkis, Alexandra 697 ff
- Suidas, The Suda s.v. Eleusinia